# Mississagua Lake
Mississagua Lake är en sjö i Kanada.   Den ligger i countyt Peterborough County och provinsen Ontario, i den sydöstra delen av landet, 220 km väster om huvudstaden Ottawa. Mississagua Lake ligger 294 meter över havet. Arean är 6,8 kvadratkilometer. Den sträcker sig 4,2 kilometer i nord-sydlig riktning, och 4,3 kilometer i öst-västlig riktning.
I omgivningarna runt Mississagua Lake växer i huvudsak blandskog. Runt Mississagua Lake är det mycket glesbefolkat, med 3 invånare per kvadratkilometer.